# Baturraden
Baturraden (ook Baturaden) is een onderdistrict (kecamatan) in het regentschap Banyumas in de Indonesische provincie Midden-Java op Java.

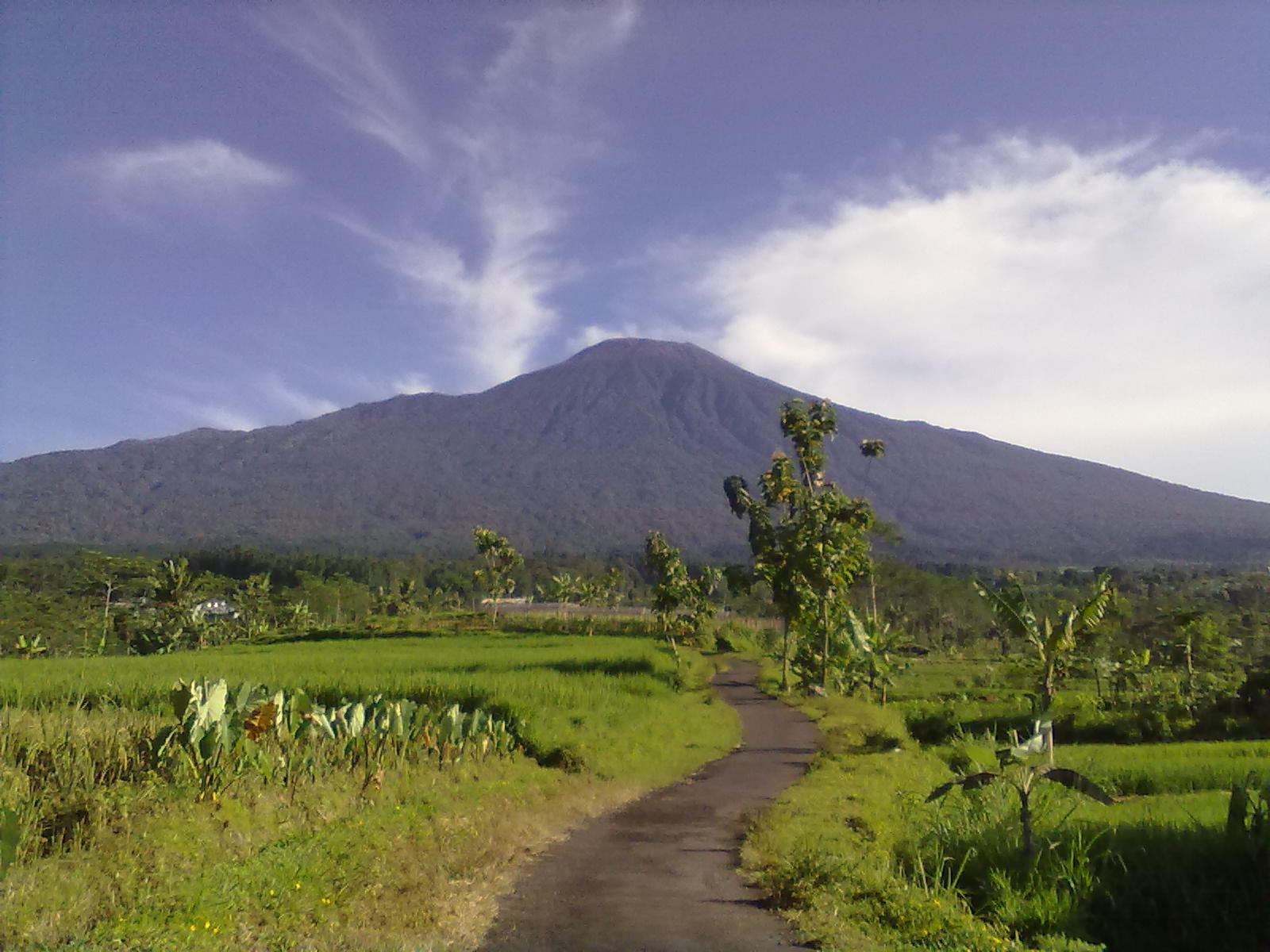
De berg Slamet gezien vanuit de plaats Karangsalam, Baturraden

## Territoriumgrenzen
De grenzen van Baturraden zijn als volgt:
| Noorden | Stratovulkaan Slamet (Regentschapen Tegal en Pemalang) |
| Oosten  | Onderdistrict Sumbang                                  |
| Zuiden  | De stad Purwokerto                                     |
| Westen  | Onderdistrict Kedung Banteng                           |

## Verdere onderverdeling
Het onderdistrict Baturraden is anno 2010 verdeeld in 12 kelurahan, plaatsen en dorpen:
| Plaats code | Naam kelurahan, plaatsen en dorpen | Inwoners in 2010 |
| ----------- | ---------------------------------- | ---------------- |
| 001         | Purwosari                          | 5.771            |
| 002         | Kutasari                           | 5.037            |
| 003         | Pandak                             | 2.319            |
| 004         | Pamijen                            | 2.312            |
| 005         | Rempoah                            | 7.109            |
| 006         | Kebumen                            | 2.930            |
| 007         | Karangtengah                       | 6.436            |
| 008         | Kemutug Kidul                      | 2.679            |
| 009         | Karangsalam                        | 2.146            |
| 010         | Kemutug Lor                        | 4.387            |
| 011         | Karangmangu                        | 3.088            |
| 012         | Ketenger                           | 2.938            |